# Pedro Kumamoto
José Pedro Kumamoto Aguilar (Guadalajara, México; 26 de enero de 1990) es un político mexicano, adherente al partido local Futuro. Fue uno de los primeros candidatos independientes en ganar una elección para ocupar un puesto de representación popular en Jalisco, previo a su militancia partidista. Fue conocido por haber sido representante de la ola de políticos sin afiliación a un partido político, hasta que en 2020 fundó su propio partido: Futuro.
En 2015 fue electo para formar parte del Congreso del Estado de Jalisco por el distrito 10. Es licenciado en Gestión Cultural por el Instituto Tecnológico y de Estudios Superiores de Occidente (ITESO) y maestro en Políticas Públicas por el University College London (UCL). 
En las elecciones estatales de Jalisco de 2021 es postulado por el partido Futuro como candidato a presidente municipal de Zapopan, uno de los municipios de la Zona Metropolitana de Guadalajara. Actualmente es regidor en el ayuntamiento de Zapopan.

## Primeros años
Pedro Kumamoto nació en Guadalajara, Jalisco. Es hijo de José Conrado Kumamoto Jiménez, asesor financiero independiente, y de María Teresa Aguilar de la Peña, quien se ha desenvuelto en ventas del sector agrícola. Kumamoto le debe su apellido a su bisabuelo, quien fue un inmigrante de origen japonés que emigró de su país mucho antes de la Segunda Guerra Mundial.
Por su paso en el ITESO, fungió como presidente de la Unión de Sociedad de Alumnos de dicha universidad de 2012 a 2014. Kumamoto perteneció a Wikipolítica Jalisco, una organización ciudadana sin filiación partidista que, como indica su sitio web, busca involucrar a la ciudadanía en la toma de decisiones a través de la tecnología.Desde 2019, es parte de Futuro, partido político local en Jalisco, también escribe la columna Plaza Viva que publica en el diario El Financiero.

## Diputado local
Se presentó como candidato independiente al Congreso del Estado de Jalisco en 2015. La candidatura de Kumamoto al Congreso llamó la atención de medios internacionales por el uso casi exclusivo de redes sociales para realizar su campaña, así como el bajo presupuesto con que se financió. Recibió 18,626 pesos por parte del gobierno para iniciar su campaña y más de 240,000 por parte de simpatizantes, a quienes se les pidió no donar más de 7,000 pesos a la campaña. El límite de aportaciones fue impuesto con la intención de lograr una campaña sostenible sin necesidad de hacer grandes gastos, esto como acto proselitista para demostrar la diferencia entre las candidaturas de partidos y su candidatura independiente.
Tras las elecciones de Jalisco de 2015 fue declarado ganador como diputado local del distrito 10 con sede en Zapopan, Jalisco. Se convirtió en el primer candidato independiente en lograr un puesto de gobierno en el estado de Jalisco.

## Campaña al Senado de la República de 2018
En septiembre de 2017, Pedro Kumamoto anunció su interés en ser candidato independiente al Senado de la República por Jalisco para las elecciones de 2018. La candidatura fue anunciada en el festival La Ocupación, junto con una red de candidaturas independientes apoyadas por la organización Wikipolítica a la Cámara de Diputados y a los Congresos de Jalisco, Ciudad de México y Yucatán.
Kumamoto registró su aspiración a una candidatura independiente por el Senado ante el Instituto Nacional Electoral en octubre de 2017. La activista Juanita Delgado se registró su compañera de fórmula. Kumamoto solicitó licencia indefinida como diputado al Congreso de Jalisco para dedicarse a la recolección de firmas para su candidatura alDetall Senado, dejando como diputado suplente a Pablo Torres. Tras su solicitud de licencia, Kumamoto inició con la recolección de las 115 mil firmas requeridas para la candidatura, equivalentes al 2% de la lista nominal de Jalisco. La fórmula de Kumamoto y Delgado fueron presentadas como parte de Vamos a Reemplazarles, una plataforma de candidaturas independientes impulsadas por Wikipolítica para cargos legislativos federales y locales.
En enero de 2018, el equipo de Kumamoto cerró la recolección de firmas con más de 130 mil firmas validadas por el INE.  Kumamoto logró el porcentaje de firmas válidas más alto para candidato independiente por un cargo federal, por encima del 95%.  Su candidatura fue ratificada por el INE en febrero de 2018, y Kumamoto se registró oficialmente como candidato al Senado por Jalisco en marzo de 2018.
La fórmula independiente de Kumamoto y Delgado inició su campaña por el Senado en abril de 2018. Kumamoto prometió impulsar el combate a la impunidad, mejoras en salario mínimo y pensiones, y una mayor calidad de servicios públicos. Kumamoto aseguró continuar con iniciativas que impulsó desde el Congreso de Jalisco, como #SinVotoNoHayDinero y la eliminación del fuero.
En las elecciones del 1 de julio de 2018, Kumamoto pierde en las elecciones para senador por Jalisco quedando en tercer lugar con 761 mil 812 votos.
El 3 de enero de 2020 fue postulado por el partido Futuro como presidente municipal de Zapopan.